# Eleição primária do Partido Republicano de Delaware em 2012
A eleição primária do Partido Republicano do Delaware em 2012 foi realizada em 24 de abril de 2012. Delaware terá 17 delegados na Convenção Nacional Republicana.

## Resultados
| Eleição primária do Partido Republicano de Delaware em 2012 | Eleição primária do Partido Republicano de Delaware em 2012 | Eleição primária do Partido Republicano de Delaware em 2012 | Eleição primária do Partido Republicano de Delaware em 2012 |
| Candidato                                                   | Votos                                                       | Percentagem                                                 | Estimativa de delegados nacionais                           |
| ----------------------------------------------------------- | ----------------------------------------------------------- | ----------------------------------------------------------- | ----------------------------------------------------------- |
| Mitt Romney                                                 | 16.143                                                      | 56,5%                                                       | 17                                                          |
| Newt Gingrich                                               | 7.741                                                       | 27,1%                                                       | 0                                                           |
| Ron Paul                                                    | 3.017                                                       | 10,6%                                                       | 0                                                           |
| Rick Santorum                                               | 1.690                                                       | 5,9%                                                        | 0                                                           |
| Totais                                                      | 28.591                                                      | 100%                                                        | 17                                                          |

| Obs: | Desistiu da disputa |